# 共不共
共不共為佛教重要的術語，「共不共法」即「共法」與「不共法」合并稱之，並簡略書寫，構成新詞而稱「共不共法」。最簡稱為「共不共」。

## 共
「共不共法」疏開而言，所謂的「共」，意為佛教內諸宗諸流派共通之法，共尊大聖釋迦牟尼佛祖之聖法，稱之為「共法」。
如一切色法皆有各自之自相，然以「一切萬有皆是無我」來詮解諸法之空性時，此「無我」即是共相， 即是共法。

## 不共法
佛教內諸宗諸流派自宗自流所依，而他宗所無之法即為「自相」，即為「不共法」。以大聖釋迦牟尼佛祖特殊之聖教，以某一宗專敬供奉，提昇研究，此等法門，稱之為「不共法」。
自己之宅不與人共用，稱之為「不共法」不共用。如水，「鬼等所見猛火等物，人見為水，餘趣餘人不能用故」，此為共中不共。（見《宗鏡錄》卷49）

## 無相侵相歧
「共法」與「不共法」相互之間，並無相侵相歧之意。「共教」與「不共教」相互之間，並無相侵相歧之意。
般若波羅蜜之法門為三乘共學之教。又作共般若、三乘共教、共教大乘。並無相侵相歧之意。
《般若經》等諸大乘經之說，為聲聞、緣覺、菩薩三乘共通之教法，屬通教, 通教並無相侵相歧之意。（見《般若經》）
《華嚴經》之這說唯菩薩能知其深義者，則屬別、圓二教。亦即共教與通教，不共教為別、圓二教。共教亦相當於慧觀五時教之三乘通教、元曉四教之三乘通教。通教並無相侵相歧之意。（見《華嚴經》）

## 相輔相成
共業，眾生共通, 業因共通，招感自他共同受用之山河、大地等器世界，依極之業；
·俱舍宗以因之自體為共業；
·唯識宗則以共業為資助共相種子, 令其起現行之增上緣。唯識宗專就種子而論共業不共業。
在佛教內部而言，共不共法是相輔相成，共同組成佛教聖法之大家庭。（見《大毗婆沙論》）

## 構建成佛教理論的巨系統
佛教聖法自身系統，在「共不共法」相輔蕩磨、相互砥礪、相互促進、相互提昇之中，構建成佛教理論的巨系統。

## 一字名相
在「共不共」之後，往往帶有許多佛教所特有的一字名相。
何為一字名相？也即以一個字所組成的詞。
比如：法、俱、理、相、教、言……
由「共不共」和一字名相，相互配合，組成了新的詞。
比如：共不共法、共不共俱、共不共理、共不共相、共不共教、共不共言……

### 共不共法
- 大聖釋迦牟尼佛祖之聖法，稱之為「共法」。
- 大聖釋迦牟尼佛祖之聖法無量功德中之無淨、願智、四無礙解三法，阿羅漢等亦可得之共法；
- 大聖釋迦牟尼佛祖之聖法無量功德中之五通、四靜慮等法，凡夫亦可得之。然此等功德法其他聖者等所共通共法，
- 但以大聖釋迦牟尼佛祖之聖法無量功德中之佛之功德最為殊勝自在不共法。

（見《大品般若經》卷3）

### 共不共俱
一乘教有二種：一共教俱，二不共教俱。圓教一乘所明諸義，文文句句皆具一切，此是不共教，廣如華嚴經說。二共教者，即小乘三乘教，名自雖同，意皆別異，如諸大乘經廣說。（《華嚴五十要問答》卷上）

### 共不共理
一分修理、共分修理、聖正理等三三昧之共不共理。指修行禪定時，定與慧共修之三昧法理。
共分修者，若修定理亦修慧理，是世間三昧，在暖等法中共理。
（ 見《成實論》）

### 共不共相
諸種子總有二種：一是共相，二不共相。（見《成唯識論述記》卷3）
一般多以共相為可言說者，並視其為自相之對稱。在可言說法之中，包含自相與共相，此二相并有重重之關係，如色、受等五蘊為自相，而五蘊之〝無常〞等為共相；
（見《因明入正理論疏》）。

### 共不共教
華嚴宗認為《般若經》系共通於三乘之教法，故稱為共教（見《般若經》）；
而《華嚴經》則僅為菩薩而說之教法，故稱為不共教（見《華嚴經》）。

### 共不共言
就所依而言，為共不共言：
- 二識以上共通之所依者，稱共依，稱為共依共言；
- 若僅為一識之所依者，稱不共依，稱為不共依不共言。

例如：
- 阿賴耶識為諸識之根本依，稱為共依, 故稱為共依共言；
- 而眼根僅為眼識所依，稱不共依, 故稱為不共依不共言。

（見《因明入正理論疏》）（見《成唯實論》卷4、卷7）